# I Will Follow
I Will Follow è la traccia d'apertura di Boy, l'album con il quale gli U2 hanno debuttato. La canzone uscì come singolo ed è l'unico brano della band irlandese ad essere stato eseguito in ogni tour. I Will Follow è stato anche il primo videoclip del gruppo dublinese. Fu girato proprio a Dublino e diretto da Meiert Avis.

## Storia
I Will Follow venne scritta in circa 3 settimane prima che gli U2 andassero in studio a registrare Boy. Bono Vox ha dichiarato di aver scritto la canzone dalla prospettiva di sua madre e parla dell'amore incondizionato che appunto una madre ha per i suoi figli. Nel brano si può ascoltare la musica di un carillon fatto risuonare dal produttore Steve Lillywhite. È un brano che fa parte del repertorio classico degli U2 negli spettacoli dal vivo ed è stato inserito nel live Under a Blood Red Sky, che è stato il punto di svolta nella loro carriera. In tutti i tour che si sono succeduti successivamente all'uscita del singolo, il brano è stato sempre presente in almeno una delle date, tanto da risultare la canzone più suonata in assoluto dal gruppo irlandese.

## Tracce
7" (Australia, Irlanda, Nuova Zelanda, Regno Unito)
1. I Will Follow   3:37
2. Boy-Girl (Live from the Marquee, London, September 22, 1980 (1980-09-22)) 3:24

7" (Canada, Stati Uniti)
1. I Will Follow   3:37
2. Out of Control (Live from Boston, March 6, 1981 (1981-03-06)) 4:25

7" (Paesi Bassi) – edizione del 1982
1. I Will Follow (Live from Hattem, May 14, 1982 (1982-05-14)) 3:51
2. Gloria   4:12

7" (Paesi Bassi) – edizione del 1983
1. I Will Follow (Live from West Germany, August 20, 1983 (1983-08-20)) 3:40
2. Two Hearts Beat as One (Import mix) 3:42

## Formazione

### U2
- Bono - voce
- The Edge - chitarra, cori
- Adam Clayton - basso
- Larry Mullen Jr. - batteria

### Altri musicisti
- Steve Lillywhite - glockenspiel